# Sphodropoda
Sphodropoda es un género de mantodeos perteneciente a la familia Mantidae. Es originario de Australia.

## Especies
Comprende las siguientes especies:
- Sphodropoda dentifrons
- Sphodropoda lepida
- Sphodropoda loripes
- Sphodropoda mjoebergi
- Sphodropoda moesta
- Sphodropoda quinquedens
- Sphodropoda papua
- Sphodropoda tristis
- Sphodropoda viridis